# 苏珊·威廉斯
苏姗·威廉斯（英語：Susan Williams，1969年6月17日—），生于加利福尼亚州長灘，美国女子铁人三项运动员。她曾在2004年夏季奥运会铁人三项比赛女子个人小项上以2小时5分8秒92的成绩获得铜牌。